# Nagaon
Nagaon (en asamés: নগাঁও) es una localidad de la India, centro administrativo del distrito de Nagaon, estado de Assam.

## Geografía
Se encuentra a una altitud de 72 m s. n. m. a 113 km de la capital estatal, Dispur, en la zona horaria UTC +5:30.

## Demografía
Según estimación 2010 contaba con una población de 118 319 habitantes.